# Gesine Weinmiller
Gesine Weinmiller  (* 29. Mai 1963 in Konstanz) ist eine deutsche Architektin.

## Leben
Gesine Weinmiller, Tochter eines Patentanwaltes bei der Europäische Wirtschaftsgemeinschaft (EWG), lebte mit ihrer Familie in Brüssel und Luxemburg. Sie studierte von 1983 bis 1988 Architektur an der TU München und war 1989 in der Meisterklasse Josef Paul Kleihues in Salzburg. Von 1990 bis 1992 war sie im Berliner Architekturbüro von Hans Kollhoff tätig. 1992 eröffnete sie ihr eigenes Atelier in Berlin, seit 1999 zusammen mit Michael Großmann, seit 2019 als Weinmiller Großmann Architekten PartGmbB.
Von 1992 bis 1994 war Gesine Weinmiller Assistentin an der ETH Zürich bei Flora Ruchat-Roncati, von 1999 bis 2000 Professorin an der Bergischen Universität Wuppertal. Von 2000 bis 2005 war sie Professorin an der Hochschule für bildende Künste Hamburg (HfbK) in Hamburg, seitdem lehrt sie an der HafenCity Universität Hamburg. Seit 2001 ist sie Mitglied der Freien Akademie der Künste Hamburg. 
Von 2009 bis 2014 hatte sie einen Sitz in dem Rat der EKD. Von 2013 bis 2017 war Gesine Weinmiller Vorsitzende des Gestaltungsbeirats der hessischen Landeshauptstadt Wiesbaden. Zudem war sie Jurymitglied der Deutschen Akademie Rom Villa Massimo und Mitglied im Baurat der Stadt Zürich.
Mit ihrem Mann Ivan Reimann (Müller Reimann Architekten) hat sie drei gemeinsame Kinder. Sie lebt in Berlin-Dahlem.

## Preise
- 1992: 2. Preis beim Wettbewerb „Umbau des deutschen Reichstags zum Deutschen Bundestag“
- 1994: ETH-SEU Award
- 1998: 1. Preis (einer von vier) Holocaust-Mahnmal in Berlin
- 2000: Eisenhower-Stipendium
- 2000: Thüringer Staatspreis für Architektur und Städtebau

## Wichtige Projekte
- 1994 bis 1996: Planung, Ausbau und Innenraumplanung für den Umbau zum neuen Dienstsitz der Präsidentin des deutschen Bundestages und jetziger Wohnsitz des Bundespräsidenten
- 1996 bis 1999: Bundesarbeitsgericht in Erfurt
- 1998 bis 1999: Umbau des Amtssitzes des Bundeskanzlers
- 2003 bis 2004: Umbau des kleinen Hörsaales der Hochschule für Bildende Künste Hamburg
- 2001 bis 2007: Landgericht Aachen
- 2017 bis 2018: Genezareth-Kirche in Aachen